# ミレニアム技術賞
ミレニアム技術賞（ミレニアムぎじゅつしょう, Millennium Technology Prize）とは、技術分野における国際賞で、生活を向上させる技術革新に贈られる。

## 概要
その目的は生活の質を高めて持続可能な発展を目指す研究開発や創意工夫に褒章を与えることにより、技術の進歩を人間に身近なものにすることにある。ミレニアム技術賞はフィンランド政府、およびフィンランドの諸団体と産業界が共同して創設し、出資している。その運営主体は、ヘルシンキに在籍する独立団体「フィンランド技術賞財団」である。2010年のミレニアム技術賞の賞金総額は110万ユーロである。第一回の授与は2004年であり、以降は隔年で行われる。

## 受賞者
- 2024年 - B・ジャヤント・バリガー（B. Jayant Baliga）
- 2022年 - マーティン・グリーン
- 2020年 - デヴィッド・クレナーマン（David Klenerman）、シャンカー・バラスブラマニアン
- 2018年 - トゥオモ・スントラ
- 2016年 - フランシス・アーノルド
- 2014年 - ステュアート・パーキン
- 2012年 - リーナス・トーバルズ、山中伸弥
- 2010年 - マイケル・グレッツェル（大賞）、リチャード・フレンド（Richard Friend）、スティーブ・ファーバー
- 2008年 - ロバート・ランガー（大賞）、アレック・ジェフリーズ、アンドリュー・ビタビ、エマニュエル・ドゥスルヴィル、ランディ・ジャイルス、デビッド・ペイン
- 2006年 - 中村修二
- 2004年 - ティム・バーナーズ・リー